# Nil (fill d'Oceà)
Segons la mitologia grega, Nil (en grec antic Νεῖλος, llatí Nilus), va ser una divinitat fluvial, fill d'Oceà i de Tetis, i germà de les Oceànides.
En les tradicions hel·lèniques, Nil és el déu del riu Nil, a Egipte. Una llegenda més precisa el relacionava amb el cicle d'Ió. Èpaf, fill d'Ió, es va casar amb Memfis, la filla de Nil i d'aquesta unió en va néixer Líbia, mare de l'estirp d'Agenor i de Belos. Els grecs s'imaginaven Nil com un déu que havia fertilitzat Egipte, i havia canalitzat el riu i construït dics.